# 航空公園站

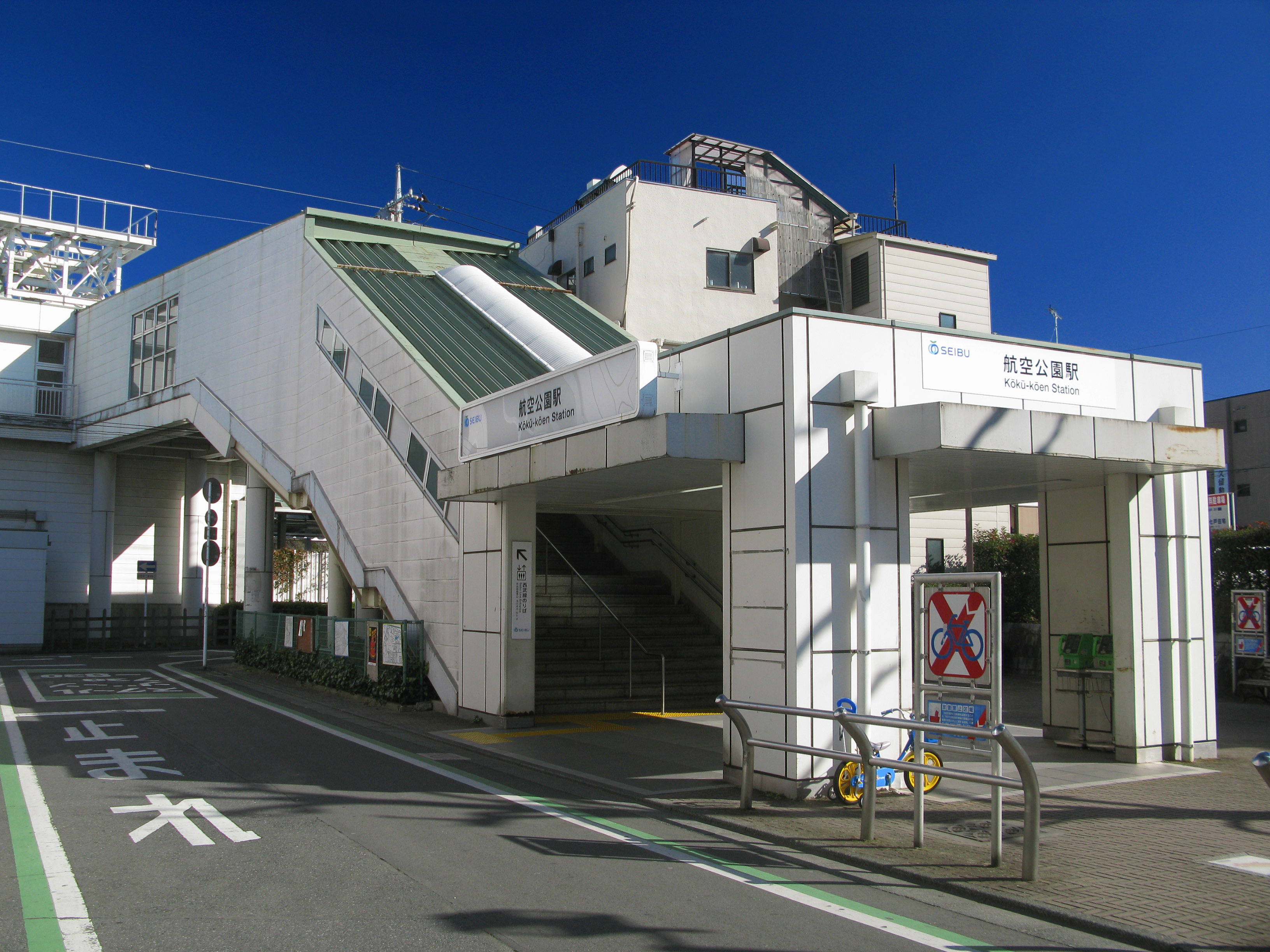
西口（2013年1月）

航空公園站（日语：／ Kōkū-kōen eki */?）是位於日本埼玉縣所澤市並木，屬於西武鐵道新宿線的鐵路車站。車站編號是SS23。本站的所在地所澤是日本的航空發祥地。

## 車站結構
本站為對向式月台2面2線的地面車站，並設有跨站式站房。各月台與驗票閘口層透過扶手電梯與升降機聯絡，東口地面部與閘機層以扶手電梯聯絡，東口、西口地面部與閘機層以升降機聯絡。廁所位於驗票口內的車站大廳，且併設多機能廁所。

### 月台配置
| 月台 | 路線   | 方向 | 目的地                       |
| ---- | ------ | ---- | ---------------------------- |
| 1    | 新宿線 | 下行 | 狹山市、本川越方向           |
| 2    | 新宿線 | 上行 | 所澤、高田馬場、西武新宿方向 |

（來源：西武鐵道:車站構內圖）

## 使用情況
- 西武鐵道 - 2016年度1日平均上下車人次為28,333人[利用客数 1]。
西武鐵道全部92個車站當中排行第35位。

近年1日平均上下、上車人次的推移如下表。
| 年度               | 1日平均 上下車人次 | 1日平均 上車人次 | 來源              |
| ------------------ | ------------------ | ---------------- | ----------------- |
| 1997年（平成09年） | 28,116             |                  |                   |
| 1998年（平成10年） | 27,725             |                  |                   |
| 1999年（平成11年） | 27,496             | 13,775           | [ 埼玉県統計 1 ]  |
| 2000年（平成12年） | 27,476             | 13,705           | [ 埼玉県統計 2 ]  |
| 2001年（平成13年） | 27,387             | 13,584           | [ 埼玉県統計 3 ]  |
| 2002年（平成14年） | 27,606             | 13,673           | [ 埼玉県統計 4 ]  |
| 2003年（平成15年） | 28,007             | 13,880           | [ 埼玉県統計 5 ]  |
| 2004年（平成16年） | 28,005             | 13,855           | [ 埼玉県統計 6 ]  |
| 2005年（平成17年） | 27,869             | 13,796           | [ 埼玉県統計 7 ]  |
| 2006年（平成18年） | 27,841             | 13,774           | [ 埼玉県統計 8 ]  |
| 2007年（平成19年） | 27,682             | 13,783           | [ 埼玉県統計 9 ]  |
| 2008年（平成20年） | 27,939             | 13,913           | [ 埼玉県統計 10 ] |
| 2009年（平成21年） | 28,373             | 14,157           | [ 埼玉県統計 11 ] |
| 2010年（平成22年） | 27,450             | 13,768           | [ 埼玉県統計 12 ] |
| 2011年（平成23年） | 27,399             | 13,672           | [ 埼玉県統計 13 ] |
| 2012年（平成24年） | 27,648             | 13,830           | [ 埼玉県統計 14 ] |
| 2013年（平成25年） | 28,076             | 14,085           | [ 埼玉県統計 15 ] |
| 2014年（平成26年） | 28,006             | 14,045           | [ 埼玉県統計 16 ] |
| 2015年（平成27年） | 28,448             | 14,266           | [ 埼玉県統計 17 ] |
| 2016年（平成28年） | 28,333             |                  |                   |

## 相鄰車站
西武鐵道
 新宿線
■通勤急行
通過
■急行、■準急、■各站停車
所澤（SS22）－航空公園（SS23）－新所澤（SS24）

## 外部連結
- 航空公園 - 西武鐵道